# Amediči
Amediči (jakutsky Амедичи, rusky Амедичи) je řeka v Jakutské republice v Rusku. Je to levý přítok Aldanu. Je 313 km dlouhá. Povodí má rozlohu 6020 km².

## Průběh toku
Pramení na Stanovém hřbetu a teče přes Aldanskou vysočinu.

## Vodní stav
Zdroj vody je smíšený s převahou dešťového. V létě dochází k bouřlivým povodním. V zimě řeka zamrzá až ke dnu, charakteristické je náledí.